# Археологічний музей під відкритим небом Грос Раден

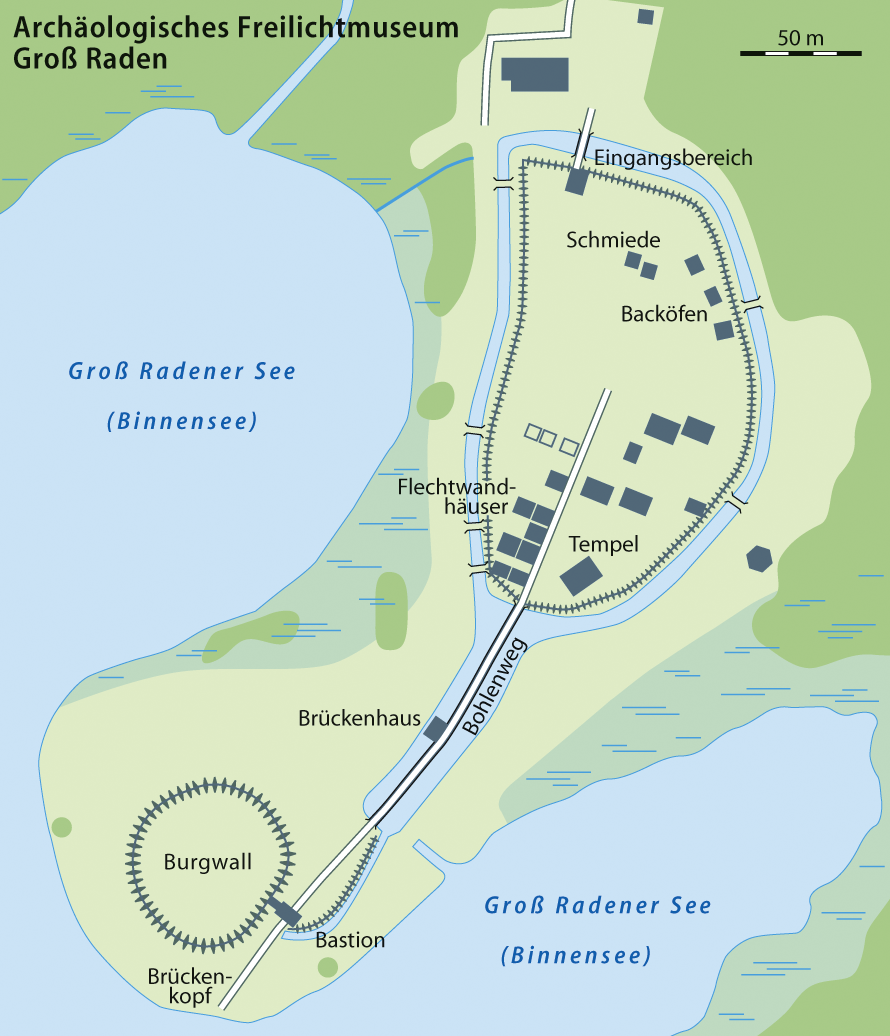
Карта скансену

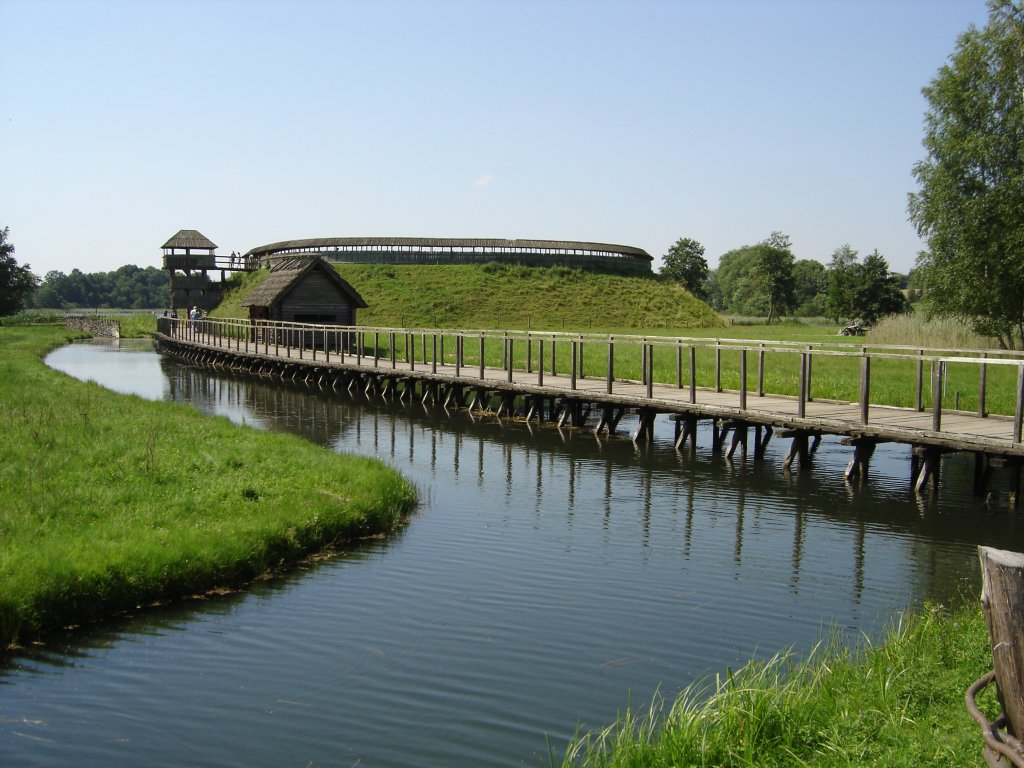
Реконструкція міста

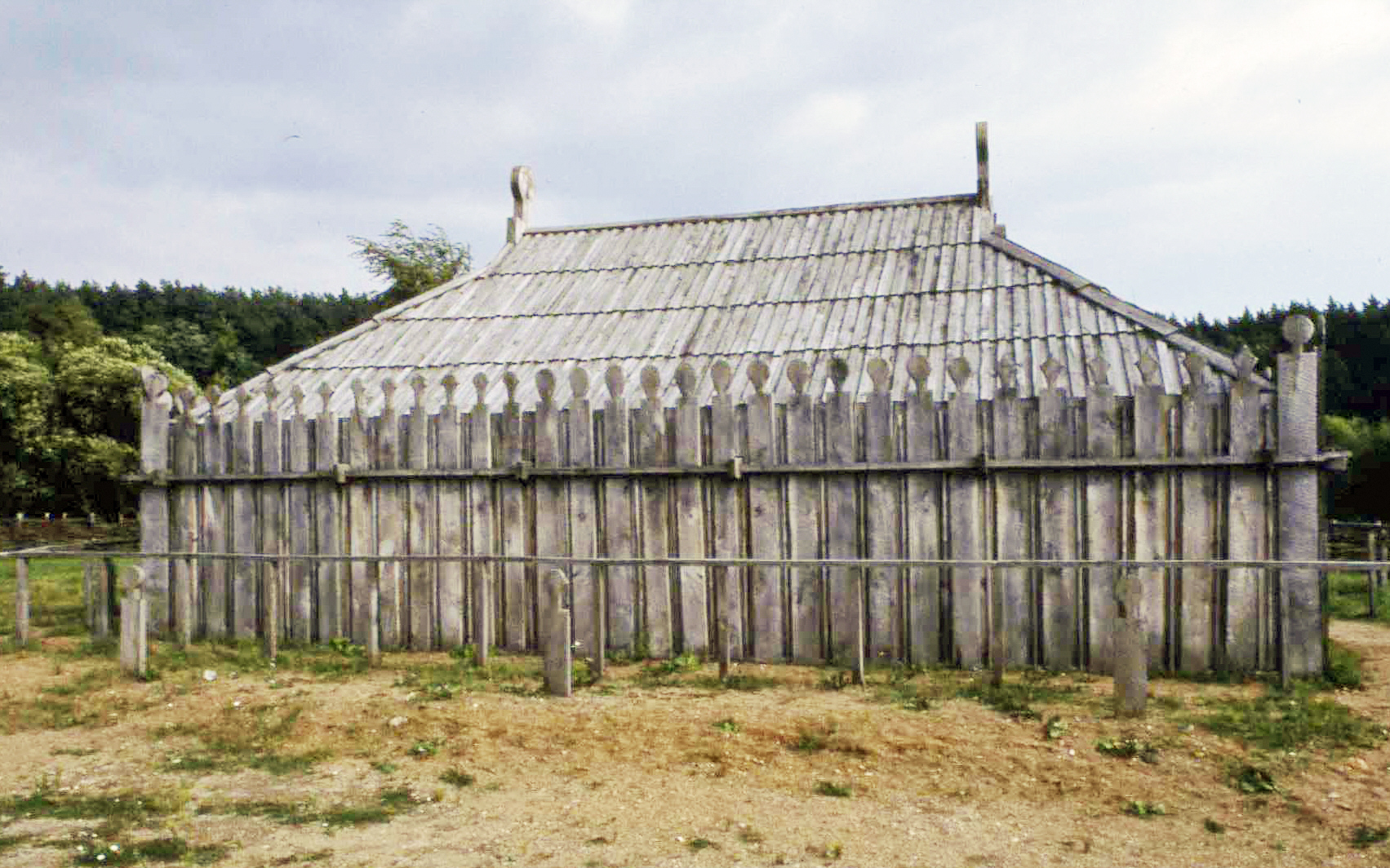
Реконструкція слов'янського храму

Радонім — західнослов'янське місто IX–X століття. Розкопане в Німеччині професором Евальдом Шульдтом в 1973–1980 роках. Розташоване в Мекленбурзі, на півострові озера Біннензее, неподалік від містечка Штернберг, на землях, що колись належали варнам. 
Комплекс складається із міста діаметром близько 75 метрів і укріплення поблизу міста. В укріпленні містилось чотирикутне слов'янське святилище, розмірами 7×11 метрів із подвійними стінами. 
Виникнення укріплення датується зламом IX i X століття. Існувала до початку XI століття, коли була знищена пожежею, а її мешканці перенесли поселення на місце, північно-західніше Радоніма. 
Існує припущення, що це може бути легендарний Радогощ. Сьогодні завдяки проведеним реконструкційним роботам цей скансен є одним із найпривабливіших туристичних об'єктів Мекленбургу.

## Мережеві посилання
- Offizielle Internetpräsenz des Museums